# Volksgrenadier

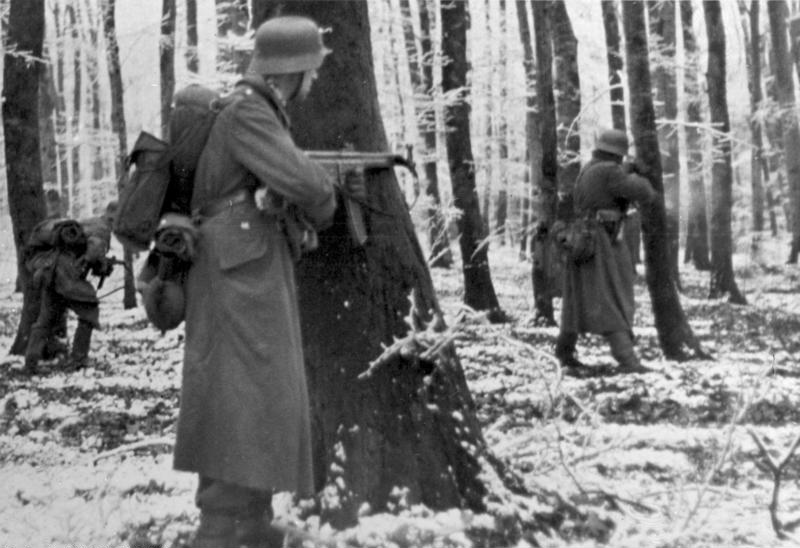
Volksgrenadiers, equipados com fuzis StG 44, lutando nas Ardenas.

Volksgrenadier foi um tipo de divisão do exército alemão formada no outono de 1944 após as derrotas sofridas pela Wehrmacht (as forças armadas da Alemanha Nazista) na Operação Bagration, no leste, e na Normandia, no oeste. A maioria dos seus membros eram militares veteranos do Grupo de Exércitos Centro ou do 5.º Exército Panzer, mas também havia muitos soldados jovens sem experiência de combate.
O nome da unidade foi desenvolvido para atrair moral, usando o apelo do nacionalismo (Volk, alemão para "povo") e sentimentos de orgulho entre veteranos do exército (Grenadier, alemão para granadeiro).